# El Cazador (Film)
El Cazador (internationaler englischsprachiger Titel Young Hunter) ist ein argentinisches Filmdrama von Marco Berger, das im Januar 2020 beim International Film Festival Rotterdam seine Premiere feierte.

## Handlung
Als seine Eltern für einen Monat nach Europa reisen, bleibt der 15-jährige Ezequiel allein zu Hause. Ihr Domizil in einem wohlhabenden Vorort von Buenos Aires verfügt über einen Pool und einen Kühlschrank, gefüllt mit kaltem Bier.
Eines Tages trifft er beim Skaten den etwas älteren Mono, der ihn zum Sex verführt. Die Sommeridylle wird jedoch durch die unerwartete Rückkehr seiner Eltern und seiner jüngeren Schwester gestört.

## Produktion

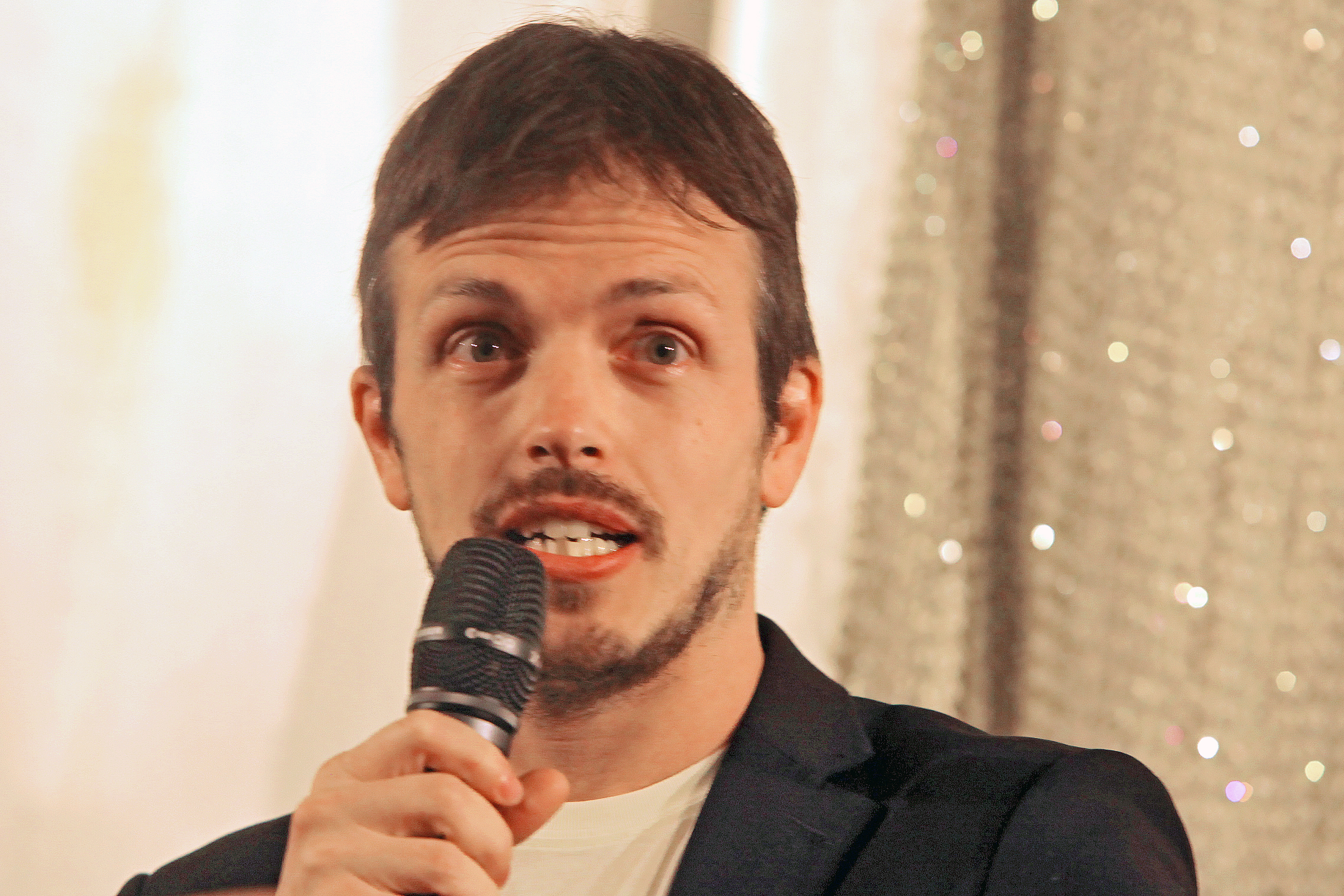
Regisseur und Drehbuchautor Marco Berger

Es handelt sich bei El Cazador um den sechsten Spielfilm des argentinischen Regisseurs Marco Berger, dessen vorherigen Filme sich ebenfalls durch das Thema sexuelle Spannungen zwischen scheinbar heterosexuellen Männern auszeichneten. Sein dritter Spielfilm Ausente aus dem Jahr 2011 wurde im Rahmen der Internationalen Filmfestspiele Berlin als bester Queer-Film mit dem Teddy Award ausgezeichnet. 
Der Nachwuchsschauspieler Juan Pablo Cestaro spielt in der Hauptrolle Ezequiel, Lautaro Rodríguez den etwas älteren Mono.
Der Film feierte am 23. Januar 2020 beim International Film Festival Rotterdam seine Premiere. Ende Juli 2020 wurde er beim New Zealand Internationale Film Festival gezeigt, Ende September 2020 beim LGBT Film Festival in Polen. Im Juni 2021 wurde er beim Molodist International Film Festival gezeigt. Ende Oktober, Anfang November 2021 wird er beim Hamburg International Queer Film Festival vorgestellt.

## Rezeption

### Kritiken
Der Film stieß bislang auf gute Kritiken.

### Auszeichnungen
Festival Internacional de Cine en Guadalajara 2020
- Nominierung als Bester Spielfilm (Marco Berger)[6]

Rotterdam International Film Festival 2020
- Nominierung für den Big Screen Award (Marco Berger)